# Наріса Чакрабон
Наріса Чакрабон (англ. Narisa Chakrabongse нар. 2 серпня 1956) — письменниця, видавець, активістка, борчиня за екологію, Наріса Чакрабон — єдина дочка тайського принца Чули, єдина внучка принца Чакрабона і українки Катерини Десницької, правнучка сіамського короля Рами V. Офіційний титул — Мом Рачавонг (тайською: หม่อมราชวงศ์ นริศ รา จักรพงษ์).
Засновниця видавництва River Books [Архівовано 17 грудня 2021 у Wayback Machine.] (Бангкок, Таїланд), авторка книг і ілюстрованих путівників з мистецтва, історії та культурі Таїланду і Південно-Східної Азії, співавторка книги «Катя і принц Сіаму» про драматичну історію кохання сіамського принца і української дворянки на тлі історичних подій початку XX століття.
Засновниця і президент фонду Green World Foundation [Архівовано 27 червня 2021 у Wayback Machine.], створеного в 1990 році під патронажем Її Королівської Високості Принцеси Гальяні Вадтани. Фонд займається вивченням поточного екологічного статусу природного світу Таїланду і поширенням інформації про нього серед студентів і широкого загалу через видання енциклопедій, створення відкритого інформаційного центру, організацію виставок та інших публічних заходів, а також через різні мультимедійні канали.

## Раннє дитинство і навчання
Наріса народилася в Лондоні й провела перші роки життя в Тредіті, маєтку принца Чули Чакрабона в Корнуоллі, Англія, а також у Бангкоку. Вона була пізньою дитиною, народженою на дев'ятнадцятому році шлюбу Чули Чакрабона і Елізабет Хантер.
Першими мовами Наріси були англійська та тайська. Наріса Чакрабон спочатку відвідувала найближчу до Корнуоллу школу в Бодміні. Батько помер від раку в 1963 році [2], коли їй було всього 7 років. Після цього навчання Наріси було організовано таким чином: вона проводила два семестри в новій школі в графстві Корнуолл і один семестр — в школі Чітралада [Архівовано 16 січня 2021 у Wayback Machine.] на території палацу Чітралада в Бангкоку. Там вона вчилася в одному класі з молодшою дочкою короля Рами IX принцесою Чулабхорн. У Таїланді Наріса також займалася балетом і тайськими танцями.
Коли Нарісі виповнилося 12 років, вона вступила в приватну англійську школу-інтернат у графстві Суррей. Вона більше не їздила в свою бангкокську школу, але й далі вивчала тайську мову.
Мати Наріси померла, коли дівчинці було всього 15 років. Вона залишила школу й переїхала в Лондон, де оселилася в будинку своєї тітки. У 16 років вона пішла в школу Св. Павла для дівчаток, яка вважалася найкращою в Англії.
Закінчивши школу, Наріса за рекомендацією вчителів пішла в Школу східних і африканських досліджень (Університет SOAS) в Лондоні для вивчення китайської мови, але незабаром залишила її і поступила на відділення Історії мистецтв Інституту мистецтва Курто. Через три роки вона отримала диплом з відзнакою. Пізніше Наріса повернеться в інститут для отримання ступеня магістра в галузі досліджень Південно-Східної Азії.

## Сім'я
Наріса Чакрабон вийшла заміж за Аллена Леві, коли їй було 24 роки. 6 серпня 1981 року в неї народився син, Хьюго Чула Олександр Леві (Чулачак Чакрабон), зараз — популярний музикант. Після розлучення Наріса вдруге вийшла заміж за Корсвасті Свасті Томсона. У другому шлюбі у неї народився син Домінік Пувасават Чакрабон (22.05.1991), зараз — активіст-еколог. Наріса живе в Лондоні й Бангкоку. Родинний дім Чакрабона [Архівовано 29 жовтня 2021 у Wayback Machine.] на річці Чаопрайя за декілька сотень метрів від Королівського палацу, що перетворений в історичний бутик-готель. Тут часто проходять різні культурні заходи.

## Книги
Книги Наріси Чакрабон, випущені в співавторстві з іншими письменниками і фотографами, присвячені сімейній історії або історії Таїланду і Південно-Східної Азії.
Про те, як виникла ідея написати книгу про історію кохання принця Сіаму і української дівчини Катерини Десницької родом з Луцька, Наріса розповідає так: "Дещо я дізналася, коли мені було ще близько чотирьох років. Свою бабусю (Катерину Десницьку) я бачила тільки один раз. Ми приїжджали в Париж її провідати. Все, що я чула про цю історію, давало лише уривчасті уявлення. Мій батько помер, коли мені було тільки сім, так що зібрати всі деталі воєдино виявилося непростим завданням. Одного разу, коли моя мама була хвора, я сиділа в її будинку і дивилася на старі листи, щоденники, фотографії… Тоді-то і прийшло розуміння, що це дуже хороша історія.
Моя тітка по материнській лінії (Айлін Хантер. - Прим. ТАСС) була письменницею. Ми домовилися написати книгу разом, використовуючи документи, які знайшли в сімейному архіві. Від мого дідуся (принца Чакрабона) залишилося багато щоденників тайською і російською мовами, а також листи, написані російською ".
Книга «Катя і принц Сіаму» вийшла англійською мовою в 1995 році, в російському перекладі Марії Десницької — в 2004, в українському — в 2018.

### Книги Наріси Чакрабон англійською мовою
Narisa Chakrabongse, Eileen Hunter. Katya & the Prince of Siam. River Books. 1995.
Narisa Chakrabongse, Naengnoi Suksri. Palaces of Bangkok: Royal residences of the Chakri dynasty. Asia Books. 1996.
Narisa Chakrabongse, Henry Ginsburg, Santanee Phasuk, and Dawn F. Rooney. Siam in trade and war: Royal maps of the nineteenth century. River Books. 2006.
Narisa Chakrabongse, Naengnoi Suksri, and Thanit Limpanandhu. The Grand Palace and Old Bangkok. River Books. 2010.
Narisa Chakrabongse, Worawat Thonglor. Riverside Recipes: Thai Cooking at Chakrabongse Villas. River Books. 2014.
Narisa Chakrabongse. Letters from St. Petersburg — A Siamese Prince at the Court of the Last Tsar . River Books. 2017.

### Переклади
Наріса також є перекладачкою декількох книг англійською мовою. Так, вона переклала з французької мови книгу «Буддистське мистецтво» Джилл Бігуіна, а з тайської книгу «Коріння тайського мистецтва».

## Видавнича діяльність
Видавництво River Books [Архівовано 17 грудня 2021 у Wayback Machine.] було засновано Чакрабон в 1989 році для публікації книг з історії, мистецтва та культури Південно-Східної Азії. Збереження унікальних зникаючих культур, детальний опис пам'яток архітектури і прикладного мистецтва — основний пріоритет роботи видавництва. Крім того, в останні роки список видань поповнився перекладами тайської літератури і англомовною художнью літературою про Таїланд.
«Хоча маленьке видавництво — це важка праця, — каже Чакрабон в інтерв'ю Bangkok 101, — вона також приносить велику радість, так як кожна книга — це окремий проект, який дає можливість познайомитися з новими цікавими людьми».

## Фонд Green World Foundation
Екологічний фонд Green World Foundation [Архівовано 27 червня 2021 у Wayback Machine.] був заснований Нарісою Чакрабон під патронажем Її Королівської Високості Принцеси Гальяні Вадтани з метою надання актуальної інформації про стан екології Таїланду, використовуючи найрізноманітніші мультимедійні канали.
В останнє десятиліття Фонд фокусується на роботі в умовах міського середовища з метою відновлення зв'язку міста і природи. Це має на увазі заходи з вивчення біологічного різноманіття міста, і його зв'язку зі здоров'ям людини.

## Вілли Чакрабона
Вілли Чакрабона [Архівовано 29 жовтня 2021 у Wayback Machine.] — це шматочок старого Бангкока, розташований в самому в центрі історичного міста, на річці Чаопрайя. Принц Чакрабон побудував цю резиденцію в 1908 році для відпочинку від суєти Королівського палацу. Заспокійливі види на річку і шпилі Ват Аруна (або Храму Ранкової зорі) занурюють гостей вілли в розмірений темп життя давно минулої епохи.
Онучка Чакрабона Наріса за допомогою архітектора Дулпічая Комолванича перетворила це місце в бутик-готель, кожен куточок якого зберігає історію її родини.
Вілли Чакрабона дають можливість мандрівникам досліджувати історичний Бангкок, а також пропонують човнові прогулянки по річці і різноманітні страви тайської королівської кухні. Тут часто проводяться різні культурні заходи.
"У співпраці з Музеєм Сіаму [Архівовано 18 вересня 2021 у Wayback Machine.] ми проводимо Bangkok Edge [Архівовано 2 березня 2022 у Wayback Machine.] — фестиваль мистецтва, літератури, драми і тайської кухні. Це нелегка робота, але Вілли Чакрабона як не можна краще підходять для подібних проектів ", — каже Наріса Чакрабон в інтерв'ю Bangkok 101.

## Фестиваль Bangkok Edge
Наріса Чакрабон вперше організувала фестиваль Bangkok Edge, на якому збираються письменники, вчені, митці з усього світу в 2016 році.

## Переклади українською
- «Катя і Принц Сіаму». — К.: Pinzel, 2018. — 262 с. ISBN 978-966-976-445-4. Переклали Лесь Белей і Ярина Белей